# Tastiera elettronica
La tastiera elettronica, detta anche semplicemente tastiera, è uno strumento musicale elettronico in grado di emettere diversi tipi di suoni con un sintetizzatore comandato da tasti somiglianti a quelli del pianoforte.
In rari casi può essere munita di altoparlanti interni, mentre la maggior parte dei modelli necessita di essere collegata a cuffie o impianti di amplificazione esterni.
A partire dagli anni '80, i sintetizzatori (a tastiera e no) sono spesso dotati di connessioni MIDI, uno standard la cui funzione è quella di far scambiare messaggi tra strumenti diversi: con esso si può, per esempio, suonare un sintetizzatore tramite i tasti di un'altra tastiera, se i due strumenti sono opportunamente collegati.
L'uso del termine pianola per riferirsi a questi strumenti è improprio: la pianola è infatti un pianoforte meccanico, diffuso nel primo Novecento e che non ha nulla a che fare con le tastiere elettroniche.

## Classificazione
La sempre crescente potenzialità delle tecnologie musicali ha reso possibile il proliferare di tastiere di diverse tipologie. Le più diffuse sono:
- Sintetizzatore: strumento elettronico, a tastiera o non, che, tramite un generatore analogico o digitale, emette segnali elettrici continui (i quali diventano suono solo quando emessi da un sistema di ascolto, come le casse acustiche). Per questo motivo, quasi tutti gli strumenti musicali elettronici possono essere ritenuti "sintetizzatori", ma questa definizione oggi identifica per lo più quegli strumenti che si limitano ad emettere timbri di stampo puramente elettronico. Le seguenti definizioni definiscono quindi delle sottocategorie di sintetizzatori.
- Campionatore: sintetizzatore che riproduce suoni precedentemente registrati ("campionati"), estendendo il campione all'intera tastiera, in modo da renderlo suonabile.
- Organo elettronico: fino alla fine degli anni '70, tastiera finalizzata all'emulazione dell'organo a canne, ma divenuta famosa per il suo timbro intrinseco (esempi famosi sono quelle prodotte da Hammond, VOX e Farfisa). Ad oggi, con questa definizione si intendono i sintetizzatori dedicati all'emulazione dei suddetti, ottenuta tramite il campionamento o l'emulazione per modelli fisici (accurata sintesi di ogni sfumatura caratteristica del suono da riprodursi).
- Pianoforte digitale: tastiera elettronica pensata per un suono e un utilizzo che tende a sostituire il pianoforte acustico, riproducendone il suono tramite la sintesi digitale o il campionamento. La maggior parte dei pianoforti digitali dispone di una tastiera "pesata", cioè dotata di un sistema meccanico che emula la risposta al tocco dei pianoforti acustici. Quasi tutti i modelli di pianoforte elettronico emettono anche timbri di altri strumenti a tastiera, come l'organo, il clavicembalo, il pianoforte (sia acustico che elettrico), ecc. o anche suoni di archi o cori, e alcuni di essi consentono di programmare e memorizzare sequenze.
- Workstation: tastiera pensata per poter eseguire, soprattutto dal vivo, tutti i compiti richiesti da un musicista, come l'esecuzione di svariati tipi di suoni di alta qualità, il campionamento, la registrazione e la riproduzione di parti.
- Arranger: sintetizzatore multitimbrico focalizzato sull'accompagnare l'esecuzione del musicista con parti di altri strumenti, quali batteria, basso, chitarra o archi, fino a emulare una band intera - funzione molto utile per le one-man-band e i piano-bar.
- Tastiera muta o master keyboard: tastiera che non genera direttamente suoni, ma la cui unica funzione è quella di inviare messaggi MIDI ad altri strumenti, come i sintetizzatori privi di tastiera.

## Componenti e funzioni
I componenti di una tipica tastiera elettronica moderna sono:
- tastiera da pianoforte, con tasti bianchi e neri: ognuno di essi, se premuto, invia al sintetizzatore interno allo strumento un segnale interpretato come la corrispondente nota musicale;
- display di interfaccia utente: esso consente all'esecutore di scegliere il suono, gli effetti (riverbero, eco ecc) e altre caratteristiche (es. trasposizione delle note);
- pannello dotato di controlli per la modifica in tempo reale di diversi parametri.

### Keyboard velocity
Poiché lo strumento è elettronico, ogni pressione del tasto invia un segnale al modulo di sintesi interno. Ogni segnale comprende le proprietà della pressione, come la nota corrispondente al tasto e la durata della pressione. La proprietà che regola l'intensità del suono si chiama velocity. Quando il riconoscimento della velocity è attivo, un sistema misura in quanto tempo il tasto raggiunge la posizione più bassa; tanto più in fretta, e quindi con forza, è premuto il tasto, tanto più il suono sarà forte. Talvolta, oltre a cambiare il volume del suono, a seconda della forza/velocità con cui il tasto viene premuto, si ottiene anche un cambiamento del timbro. Spesso è possibile regolare la sensibilità del riconoscimento, così da adattarlo alle esigenze del suono e del musicista.

### Applicazione di effetti

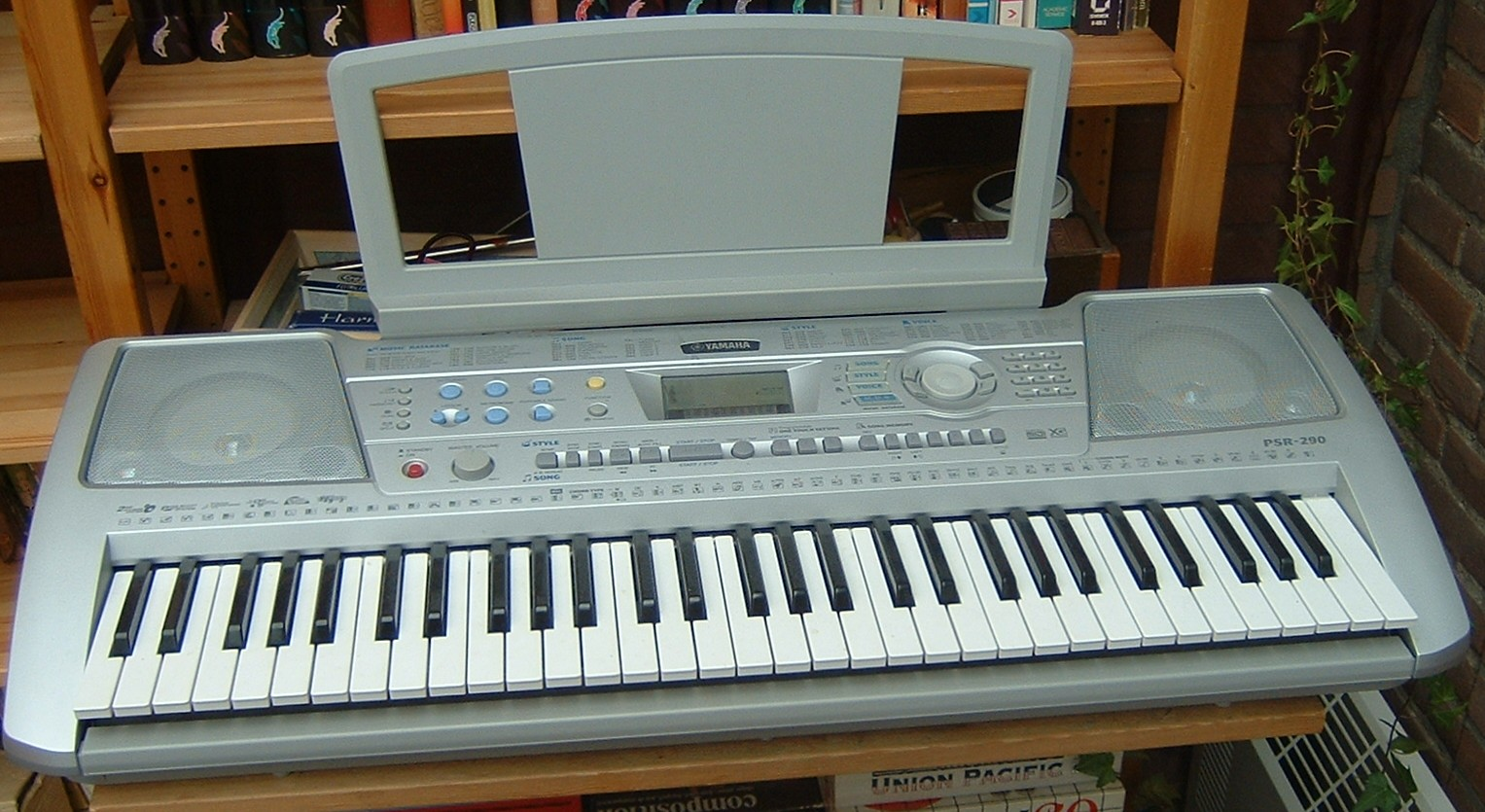
Una Yamaha PSR-290

L'elettronica permette di applicare degli effetti al suono prodotto, al fine di dare spazialità e migliorare la resa della tastiera all'interno di un contesto di diversi strumenti. Alcuni dei più comuni sono:
- Riverbero
- Chorus
- Flanger
- Tremolo

### Sequencing
Il sequencer, che talvolta è uno strumento distinto dalla tastiera, è uno strumento la cui funzione è quella di registrare e riprodurre sequenze audio (come la registrazione di una parte cantata o dell'esecuzione di un chitarrista) o MIDI (cioè, l'esecuzione delle note di una parte, da indirizzarsi a una generazione sonora a scelta). In una tastiera, esso è utile per riprodurre parti che un solo tastierista non potrebbe suonare.

### Altre funzioni
Un interessante progresso tecnologico dell'inizio degli anni '70 è rappresentato dall'aftertouch: come suggerisce il nome, questa funzione rileva la pressione del tasto successiva alla prima pressione. Grazie a esso si può superare il limite del pianoforte per cui, una volta che il tasto è premuto, l'unica azione disponibile all'esecutore è rilasciare il tasto: con l'aftertouch, mentre il tasto è premuto, premendo con più forza viene inviato un segnale liberamente interpretabile dal sintetizzatore, che dietro questo comando può generare, per esempio, un vibrato, un bending o un crescendo. Con questa funzione si può dare molta espressività artistica all'esecuzione (si pensi ai vibrati o ai crescendo e diminuendo ottenibili con gli ottoni o con gli strumenti ad arco).
Subito alla sinistra della tastiera trovano quasi sempre posto due rotelle chiamate pitch bend wheel e modulation wheel. La prima, che è mantenuta in posizione centrale da due molle, serve a innalzare o abbassare l'intonazione del tasto premuto, ottenendo un risultato molto simile a quello del bending su una chitarra; le molle oppongono resistenza allo spostamento verso l'alto e verso il basso della rotella, e la spingono in posizione perfettamente centrale non appena essa viene rilasciata. La seconda rotella, priva di molle, ha la funzione di inviare un semplice segnale MIDI al generatore, spesso interpretato come la generazione di un vibrato. In alcune tastiere le due rotelle sono sostituite da un piccolo joystick che invia segnali di pitch bending se mosso in senso orizzontale, e di modulazione se mosso in senso verticale: questo consente di ottenere entrambi gli effetti semplicemente muovendosi in direzioni non ortogonali.
Spesso le tastiere più "tuttofare" permettono di suddividere i tasti ("split") assegnando suoni diversi a determinate frazioni della tastiera, in modo da poter suonare due parti diverse con un solo strumento. L'accompagnamento può consistere nell'assegnazione alle ottave apposite di un suono di basso o, nel caso degli arranger, anche di un arrangiamento automatico creato al momento in base agli accordi suonati con la mano sinistra.
Alcune tastiere consentono la tecnica del vocoding: parlando o cantando in un microfono direttamente collegato al sintetizzatore, gli inimitabili suoni prodotti dalla voce umana vanno a modulare il suono elettronico generato dalla pressione dei tasti, con il risultato che il suono del synth sembra cantare.